# 茨韋赫萬德山
47°39′52″N 13°40′2″E / 47.66444°N 13.66722°E

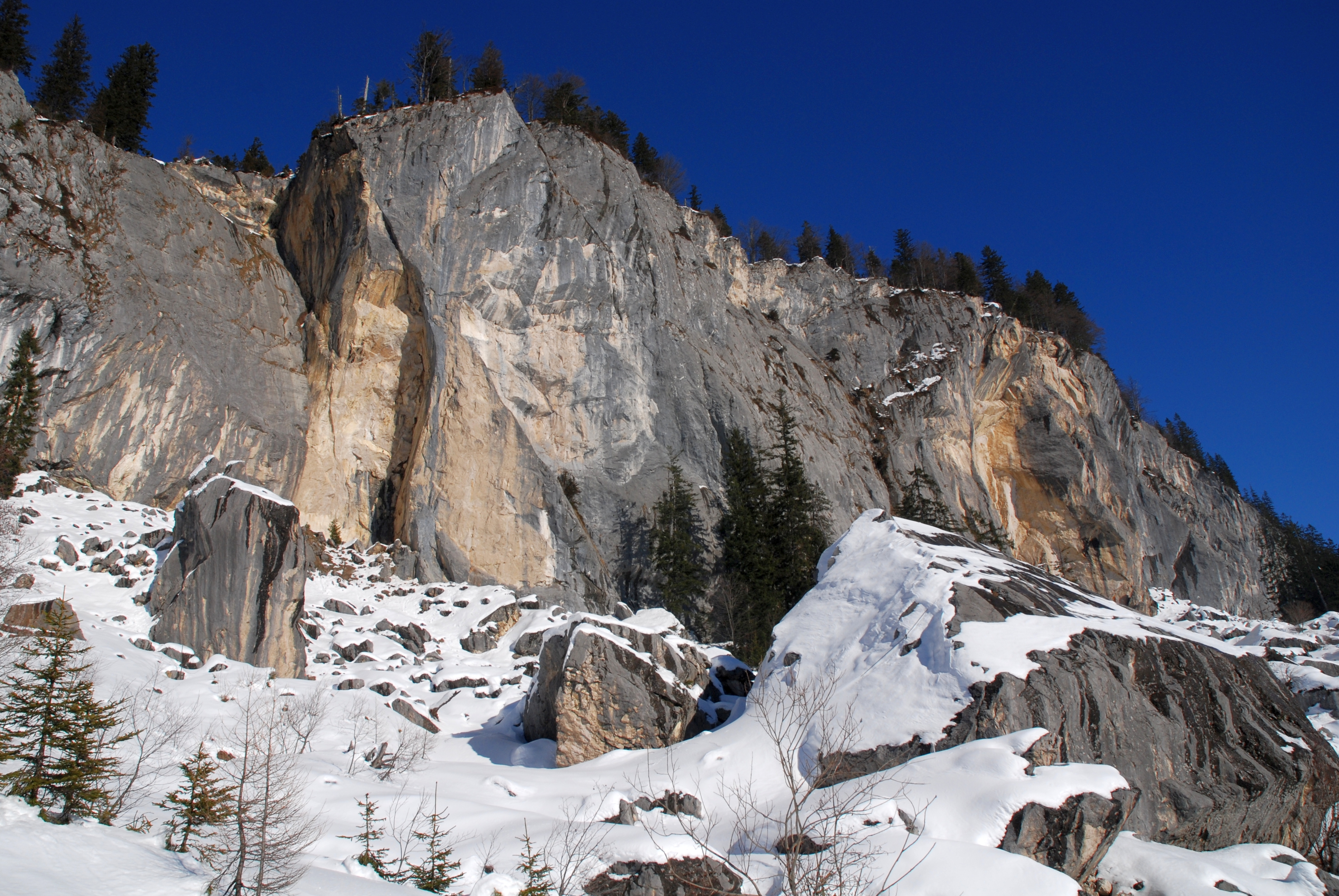

茨韋赫萬德山（德語：Zwerchwand），是奧地利的山峰，位於該國北部，由上奧地利州負責管轄，屬於托特斯山脈的一部分，海拔高度1,341米，每年平均降雨量1,801毫米。